# I Have Landed
I Have Landed è un'antologia di saggi di divulgazione scientifica di Stephen Jay Gould pubblicata nel 2002. I trenta saggi che la compongono sono apparsi sulla rivista Natural History.
Terminato poco prima della scomparsa dell'autore, I Have Landed è l'ultimo testo pubblicato da Gould assieme alla Struttura della teoria dell'evoluzione. L'edizione italiana, a cura di Telmo Pievani nella traduzione di Isabella Blum, è apparsa nel 2009 presso l'editore Codice e nel 2010 nella collana "La biblioteca delle Scienze" allegato al mensile di divulgazione scientifica Le Scienze.

## Contenuto
Il libro si suddivide in 8 parti:
- Parte I. Una pausa nella continuità
  - 1. I Have Landed (11 settembre 1901 – 11 settembre 2001)

- Parte II. Connessioni interdisciplinari
  - 2. Non esiste scienza senza fantasia, né arte senza fatti: le farfalle di Vladimir Nabokov
  - 3. La lettera di Jim Bowie e le gambe di Bill Buckner
  - 4. L’arte incontra la scienza in The Heart of the Andes

- Parte III. Darwin: antefatti e ricadute
  - 5. Il gentiluomo darwiniano al funerale di Marx
  - 6. Il preadamita in un guscio di noce
  - 7. La fantasia evoluzionista di Freud

- Parte IV. Saggi sulla paleontologia delle idee
  - 8. L'ebreo e la pietra di Giuda
  - 9. Quando i fossili erano giovani
  - 10. La sifilide e il pastore di Atlantide

- Parte V. Lanciare il dado: sei epitomi evoluzioniste
  - 11. Darwin e un Kansas fuori dal mondo
  - 12. Una più nobile dimora
  - 13. Un Darwin per ogni bandiera
  - 14. Quando di meno è veramente di più
  - 15. La cultura, Darwin e le differenze di grado
  - 16. Topi intelligenti: uno sguardo da fuori e uno da dentro

- Parte VI. Evoluzione: significato e rappresentazione
  - 17. Ma che significa, infine, la temibile parola che comincia con la “e”?
  - 18. Il primo giorno del resto della nostra vita
  - 19. Il nartece di San Marco e il paradigma pangenetico
  - 20. La fortuna di Linneo?
  - 21. Abscheulich! (Infame)
  - 22. Racconti su una coda piumata

- Parte VII. Valore naturale
  - 23. Una prospettiva evoluzionista sul concetto delle piante indigene
  - 24. Odore e pensiero: pregiudizi antichi
  - 25. Il geometra della razza
  - 26. Il grande fisiologo di Heidelberg

- Parte VIII. Trionfo e tragedia nell'esatto centenario di I Have Landed
  - Dichiarazione introduttiva
  - 27. La brava gente di Halifax
  - 28. Apple Brown Betty
  - 29. Il grattacielo Woolworth
  - 30. 11 settembre 2001

## Edizioni
- I have landed: the end of a beginning in natural history, New York: Harmony books, 2002, XI, 418 p., ISBN 0-609-60143-1
- I Have Landed, traduzione di Isabella C. Blum, Torino: Codice Edizioni, 2009,  pp. 451 p., ISBN 978-88-7578-121-7.